# Фуенте-ель-Сас-де-Харама
Фуенте-ель-Сас-де-Харама (ісп. Fuente el Saz de Jarama) — муніципалітет в Іспанії, у складі автономної спільноти Мадрид. Населення — 6320 осіб (2010).
Муніципалітет розташований на відстані близько 29 км на північний схід від Мадрида.
На території муніципалітету розташовані такі населені пункти: (дані про населення за 2010 рік)
- Фуенте-ель-Сас-де-Харама: 5916 осіб
- Адоберас: 132 особи
- Ель-Чапарраль-і-Ель-Сото: 6 осіб
- Ель-Сальгар: 159 осіб
- Лас-Суертес-і-Дееса-В'єха: 107 осіб

## Демографія
Динаміка населення (INE ):

## Галерея зображень

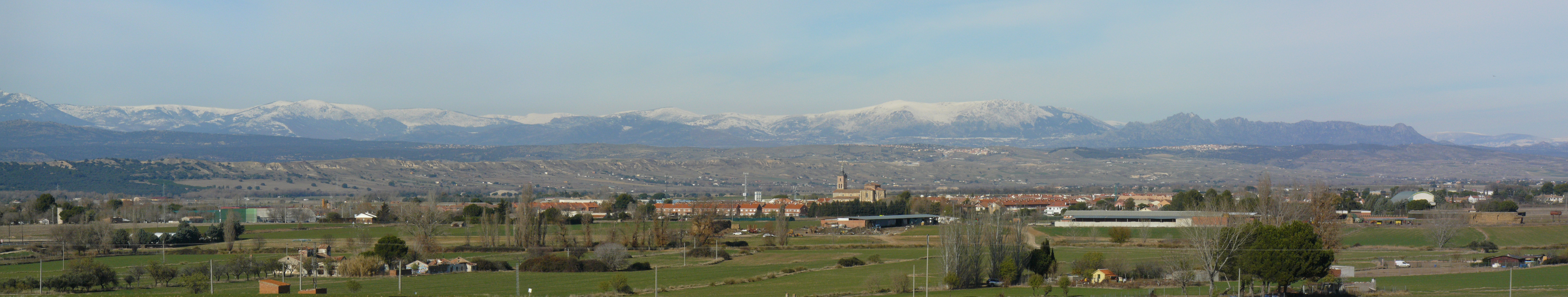
Фуенте-ель-Сас з півдня, панорама